# Нью-Балтимор (Нью-Йорк)
Нью-Балтимор (англ. New Baltimore) — місто (англ. town) в США, в окрузі Грін штату Нью-Йорк. Населення — 3226 осіб (2020).

## Демографія
Згідно з переписом 2010 року, у місті мешкало 3370 осіб у 1342 домогосподарствах у складі 970 родин. Було 1508 помешкань
Расовий склад населення:
| - 96,3 % — білих - 1,4 % — чорних або афроамериканців - 0,6 % — азійців - 0,1 % — корінних американців |

До двох чи більше рас належало 1,4 %. Частка іспаномовних становила 1,9 % від усіх жителів.
За віковим діапазоном населення розподілялося таким чином: 20,9 % — особи молодші 18 років, 63,1 % — особи у віці 18—64 років, 16,0 % — особи у віці 65 років та старші. Медіана віку мешканця становила 45,3 року. На 100 осіб жіночої статі у місті припадало 99,6 чоловіків;  на 100 жінок у віці від 18 років та старших — 100,8 чоловіків також старших 18 років.
Середній дохід на одне домашнє господарство  становив 87 639 доларів США (медіана — 76 229), а середній дохід на одну сім'ю — 97 197 доларів (медіана — 77 104). Медіана доходів становила 46 688 доларів для чоловіків та 34 375 доларів для жінок. За межею бідності перебувало 7,4 % осіб, у тому числі 6,0 % дітей у віці до 18 років та 7,5 % осіб у віці 65 років та старших.
Цивільне працевлаштоване населення становило 1560 осіб. Основні галузі зайнятості: освіта, охорона здоров'я та соціальна допомога — 23,8 %, публічна адміністрація — 14,7 %, будівництво — 14,6 %.